# Any Which Way You Can
Any Which Way You Can (bra: Punhos de Aço - Um Lutador de Rua) é um filme feito em 1980 do gênero comédia. Estrela Clint Eastwood, Sondra Locke e Ruth Gordon. Foi dirigido por Buddy Van Horn. É a sequência do filme de 1978 Every Which Way But Loose.

## Elenco
- Clint Eastwood como Philo Beddoe
- Sondra Locke como Lynn Halsey-Taylor
- Geoffrey Lewis como Orville Boggs
- Ruth Gordon como Senovia 'Ma' Boggs